# تكيفية (علم الأحياء التطوري)
التكيفية هي منظور علمي للتطور يركز على اعتبار نواتج التطور كمجموعات من الصفات التكيفية، كل منها نتاج للانتقاء الطبيعي مع بعض الأساس المنطقي التكيفي أو سبب الوجود.
البديل الرسمي لذلك هو النظر إلى نواتج التطور كنتيجة للتطور المحايد، من حيث القيود الهيكلية، أو من حيث مزيج من العوامل بما في ذلك (على سبيل المثال لا الحصر) الانتقاء الطبيعي. أكثر المبررات وضوحًا لوجهة النظر التكيفية هو الاعتقاد بأن السمات هي، في الواقع، دائمًا تكيفات بنيت عن طريق الانتقاء الطبيعي لدورها الوظيفي. تُسمى هذهِ الوَضْعِيَّة "التكيفية التجريبية" من قِبل جودفري-سميث. مع ذلك، يُحدد جودفري-سميث أيضًا "نكهات" "منهجية" و"تفسيرية" للتكيفية، ويجادل بأن جميع النكهات الثلاث موجودة في الأدبيات التطورية.
على الرغم من أن التكيفية كانت موجودة دائمًا - وجهة النظر القائلة بأن ميزات الكائنات الحية مُكَيَّفة بشكل رائع تَسبِق التفكير التطوري - وكانت تُنتقد أحيانًا بسبب تجاوزاتها "البانغلوسية" (على سبيل المثال، من قبل باتسون أو هالدين)، فإن المخاوف بشأن دور التكيفية في البحث العلمي لم تُصبح قضية رئيسية للنقاش حتى كتب علماء الأحياء التطورية ستيفن جاي جولد وريتشارد ليونتن نقدًا شهيرًا بعنوان "أزرار مثلثية سان ماركو والنموذج البانغلوسي". وفقًا لجولد وليوينتون، كان لدى علماء الأحياء التطورية عادةً اقتراح تفسيرات تكيفية لأي سمة بشكل افتراضي دون النظر في البدائل غير التكيفية، وغالبًا عن طريق الخلط بين نواتج التكيف وعملية الانتقاء الطبيعي. وحددوا التطور المحايد والقيود النمائية كعوامل غير تكيفية مُحتملة مهمة ودعوا إلى أجندات بحثية بديلة.

## نظرة عامة
أثار هذا النقد دفاعات من قبل ماير، ريف وشيرمان وآخرين، الذين جادلوا بأن برنامج البحث التكيفي كان بلا شك ناجحًا للغاية، وأن الأساس السببي والمنهجي للنظر في البدائل كان ضعيفًا. كما أضافت "ورقة الأزرار المثلثية" (كما أصبحت تُعرف) وقودًا لظهور أجندة "التطور النمائي" البديلة التي تركز على "القيود" النمائية. اليوم، غالبًا ما يستشهد علماء التطور الجزيئي بالتطور المحايد كفرضية فارغة في الدراسات التطورية، أي تقديم تباين مباشر مع النهج التكيفي. اُقترح التطور المحايد البناء كوسيلة تظهر من خلالها الأنظمة المعقدة من خلال التحولات المحايدة، وقد اُستخدم للمساعدة في فهم أصول مجموعة واسعة من الميزات من جسيم التضفير في حقيقيات النوى إلى الاعتماد المتبادل والتبسيط المنتشر في المجتمعات الميكروبية.
اليوم، ترتبط التكيفية بنهج "الهندسة العكسية". لاحظ ريتشارد دوكينز في كتابه "صانع الساعات الأعمى" أن التطور، وهي عملية غير شخصية، تُنتج كائنات حية تُعطي مظهرًا وكأنها صُمِّمت لغرض ما.تُبرر هذه الملاحظة البحث عن وظيفة السمات التي لوحظت في الكائنات الحية. تُستخدم هذه الهندسة العكسية في تخصصات مثل علم النفس والاقتصاد لشرح ميزات الإدراك البشري. يمكن أن تساعد الهندسة العكسية، على وجه الخصوص، في شرح التحيزات المعرفية كحلول تكيفية تُساعد الأفراد في اتخاذ القرارات عند مراعاة القيود مثل تكلفة مُعالجة المعلومات. هذا النهج قيِّم في فهم كيف أن السلوكيات التي تبدو غير منطقية قد تكون، في الواقع، مثالية بالنظر إلى القيود البيئية والمعلوماتية التي يعمل في ظلها الإدراك البشري.

### معايير تحديد السمة باعتبارها تكيفًا
التكيفية هي نهج لدراسة تطور الشكل والوظيفة. تحاول تأطير وجود واستمرار السمات، على افتراض أن كل سمة من هذه السمات نشأت بشكل مستقل وحسّنت من النجاح الإنجابي لأسلاف الكائن الحي. تُعتبر السمة تكيفًا إذا استوفت المعايير التالية:
1. السمة هي شكل متغير لشكل سابق.
2. السمة قابلة للتوريث من خلال انتقال الجينات.

1. السمة تعزز النجاح الإنجابي.

### قيود على قوة التطور

#### قيود جينية
توفر الحقائق الجينية قيودًا على قوة الطفرة العشوائية التي يتبعها الانتقاء الطبيعي.
مع تعدد النمط الظاهري، تتحكم بعض الجينات في سمات متعددة، بحيث يُعاق إحراز تكيف لسمة واحدة بسبب تأثيرات على سمات أخرى ليست بالضرورة تكيفية. يُعدّ الانتقاء الذي يؤثر على التفاعل الجيني حالةً تعتمد فيها تنظيم أو تعبير جين واحد على واحد أو عدة جينات أخرى. يصدق هذا على عدد كبير من الجينات بدرجات متفاوتة. السبب في أن هذا يؤدي إلى استجابات مشوشة هو أن الانتقاء لسمة تعتمد على التفاعل الجيني يمكن أن يعني أن أليلًا لجينٍ ما يكون تفاعليًا عند انتقائه سيؤثر على جينات أخرى. هذا يؤدي إلى التنظيم المشترك لجينات أخرى لسبب آخر غير وجود صفة تكيفية لكل من تلك السمات. كما هو الحال مع تعدد النمط الظاهري، يمكن أن تصل السمات إلى التثبيت في مجتمع ما كمنتج ثانوي للانتقاء لسمة أخرى.
في سياق النمو، يكون الفرق بين تعدد النمط الظاهري والتفاعل الجيني غير واضح، ولكن على المستوى الجيني يكون التمييز أكثر وضوحًا. مع هذه السمات كمنتجات ثانوية لسمات أخرى، يمكن القول في النهاية أن هذه السمات تطورت، ولكن ليس بالضرورة أنها تمثل تكيفات.
تُسيطر على السمات متعددة الجينات بواسطة عدد من الجينات المنفصلة. العديد من السمات متعددة الجينات، على سبيل المثال، طول الإنسان. من المحتمل أن يتطلب تغيير سمة متعددة الجينات بشكل كبير تغييرات متعددة.

#### القيود التشريحية
القيود التشريحية هي سمات تشريح الكائن الحي التي تمنع من التغيُّر لأنها مُقيدة بطريقة ما. عندما تتباعد الكائنات الحية عن سلف مشترك وترث خصائص معينة تُعدل عن طريق الانتقاء الطبيعي للأنماط الظاهرية الطافرة، يبدو الأمر كما لو أن بعض السمات مُقفلة في مكانها وغير قادرة على التغيُّر بطرق معينة. غالبًا ما تتضمن بعض الأمثلة النصية للقيود التشريحية أمثلة لهياكل تربط أجزاء الجسم ببعضها البعض من خلال رابط مادي.
هذه الروابط يصعب إن لم يكن من المستحيل كسرها لأن التطور يتطلب عادةً تشكيل التشريح عن طريق تعديلات صغيرة متتالية في المجموعات السكانية عبر الأجيال. في كتابه، لماذا نمرض، يستخدم راندولف نيس "البقعة العمياء" في عين الفقاريات (الناجمة عن مرور الألياف العصبية عبر الشبكية) كمثال على ذلك. يجادل بأن الانتقاء الطبيعي قد توصل إلى حلول مُتقنة للعينين وهي التذبذب ذهابًا وإيابًا لتصحيح ذلك، لكن الفقاريات لم تجد الحل المُجسد في عيون رأسيات الأرجل، حيث لا يُقاطع العصب البصري الرؤية. انظر أيضًا: تطور العين.
مثال آخر هو الأعصاب القحفية في رباعيات الأطراف. في التطور المبكر للفقاريات، أسماك القرش والشفنين والورنكية (مجتمعةً الأسماك الغضروفية)، تمتد الأعصاب القحفية من جزء الدماغ الذي يُفسر المعلومات الحسية، وتشُع للخارج نحو الأعضاء التي تُنتج تلك الأحاسيس. أما في رباعيات الأطراف، وخاصةً الثدييات، فتتخذ الأعصاب مسارًا مُلتويًا مُتقنًا عبر الجمجمة حول الهياكل التي تطورت بعد السلف المشترك مع أسماك القرش.

## الجدل مع البنيوية
يُوصفُ التكيفيون أحيانًا من قبل النقاد بأنهم يفترضون بشكل غير مُثبت أن جميع أو معظم السمات هي تكيفات مثالية. يرى النقاد البنيويون (أبرزهم ريتشارد ليونتن وستيفن جاي جولد في ورقتهما البحثية عن "السقف") أن التكيفيين قد بالغوا في تقدير قوة الانتخاب الطبيعي في تشكيل السمات الفردية لتصل إلى الأمثل التطوري. يُتهم التكيفيون أحيانًا من قبل منتقديهم باستخدام "حكايات لمجرد ذلك" مخصصة. بالمقابل، يُتهم النقاد بسوء التفسير (حجة رجل القش)، بدلًا من مهاجمة التصريحات الفعلية للتكيفيين المفترضين.
يرد الباحثون التكيفيون بالتأكيد على أنهم أيضًا يتبعون تصوير جورج ويليامز للتكيف باعتباره "مفهومًا شاقًا" يجب تطبيقه فقط في ضوء أدلة قوية. يمكن عمومًا وصف هذه الأدلة بأنها التنبؤ الناجح بالظواهر الجديدة بناءً على فرضية أن تفاصيل تصميم التكيفات يجب أن تتناسب مع تصميم مُتطور مُعقد للاستجابة لمجموعة مُحددة من ضغوط الانتخاب. في علم النفس التطوري، يرى باحثون مثل ليدا كوسميديس وجون توبي وديفيد بوس أن الجزء الأكبر من نتائج البحث التي نُبئ بها بشكل فريد من خلال وضع الفرضيات التكيفية يشكل دليلًا على صحة الأساليب.

## الغرض والوظيفة
هناك قضايا فلسفية تتعلق بالطريقة التي يتحدث بها علماء الأحياء عن الوظيفة، حيث يستدعون بشكل فعال الغائية، أي الغرض من التكيف.

### الوظيفة
أن تقول إن لشيء ما وظيفة هو أن تقول شيئًا عما يفعله للكائن الحي. كما أنه يقول شيئًا عن تاريخه: كيف نشأ. القلب يضخ الدم: هذه هي وظيفته. كما أنه يُصدر صوتًا، يُعتبر بمثابة تأثير جانبي ثانوي، وليس وظيفته. القلب له تاريخ (قد يكون مفهومًا بشكل جيد أو سيئ)، وهذا التاريخ يدور حول كيف شكّلت الانتخاب الطبيعي القلب وحافظ عليه كمضخة. كل جانب من جوانب الكائن الحي الذي له وظيفة له تاريخ. الآن، يجب أن يكون للتكيف تاريخ وظيفي: لذلك نتوقع أنه يجب أن يكون قد خضع لعملية انتخاب ناجمة عن البقاء النسبي في بيئته. سيكون من الخطأ تمامًا استخدام كلمة "تكيف" لوصف سمة نشأت كمنتج ثانوي.

### الغائية
اُدخلت الغائية إلى علم الأحياء على يد أرسطو لوصف تكيف الكائنات الحية. وجد علماء الأحياء أن آثار الهادفة مُحرجة لأنها تشير إلى نية خارقة للطبيعة، وهو جانب من تفكير أفلاطون الذي رفضه أرسطو.نشأ مصطلح مشابه، وهو الغائية (teleonomy)، من علم التحكم الآلي والأنظمة ذاتية التنظيم واستخدمه علماء الأحياء في الستينيات مثل إرنست ماير وجورج سي. ويليامز كبديل أقل حمولة.من ناحية، التكيف هادف بشكل واضح: الانتخاب الطبيعي يختار ما ينجح ويزيل ما لا ينجح. من ناحية أخرى، يريد علماء الأحياء أن ينكروا وجود غرض واعي في التطور. أدت هذه المعضلة إلى نكتة شهيرة لعالم الأحياء التطوري جون هولدين: "الغائية تشبه عشيقة لعالم الأحياء: لا يستطيع أن يعيش بدونها لكنه يرفض أن يُرى معها في الأماكن العامة". علق دايفيد هال بأن عشيقة هالدين "أصبحت زوجة شرعية. لم يعد علماء الأحياء يشعرون بأنهم مُلزمون بالاعتذار عن استخدامهم للغة الغائية؛ بل يتفاخرون بها. التنازل الوحيد الذي يقدمونه لماضيها المشبوه هو إعادة تسميتها بـ "الغائية".

## روابط خارجية
- معلومات من موقع دورة "علم الأخلاق العميق" للكاتب نيل جرينبيرج
- تعليقات توبي وكوزميدس على مقال ماينارد سميث في مجلة نيويورك ريفيو أوف بوكس حول جولد وآخرين.